# Font de la Salada
La Font de la Salada és una font de mina de Subirats (Alt Penedès)  situada en un marge del camí, prop de la masia de la Salada.
L'aigua d'aquesta font ve de dues mines; una d'aquestes és un pou que trobem a la dreta si continuem el camí, tot just travessar el torrent. Generalment l'aigua sempre brolla pel broc, excepte en temps de molta sequera. L'aigua que raja de la font és lleugerament ferruginosa, factor que la converteix en única a tot el municipi. Ara, però, l'aigua no és potable. La font es troba avui molt amagada, envaïda per la vegetació. Presenta un parament frontal de formigó, amb un gravat on es llegeix "1941". Hi ha un senyal "aigua no potable". El broc per on raja l'aigua està també força cobert per vegetació; una manguera canalitza l'aigua fins a una zona d'horts propera.